# Biosphärenpark Wienerwald
Koordinaten: 48° 8′ N, 16° 5′ O
Der Biosphärenpark Wienerwald ist ein Biosphärenreservat in den österreichischen Bundesländern Wien und Niederösterreich. Er befindet sich im gleichnamigen Wienerwald.

## Geografische Lage

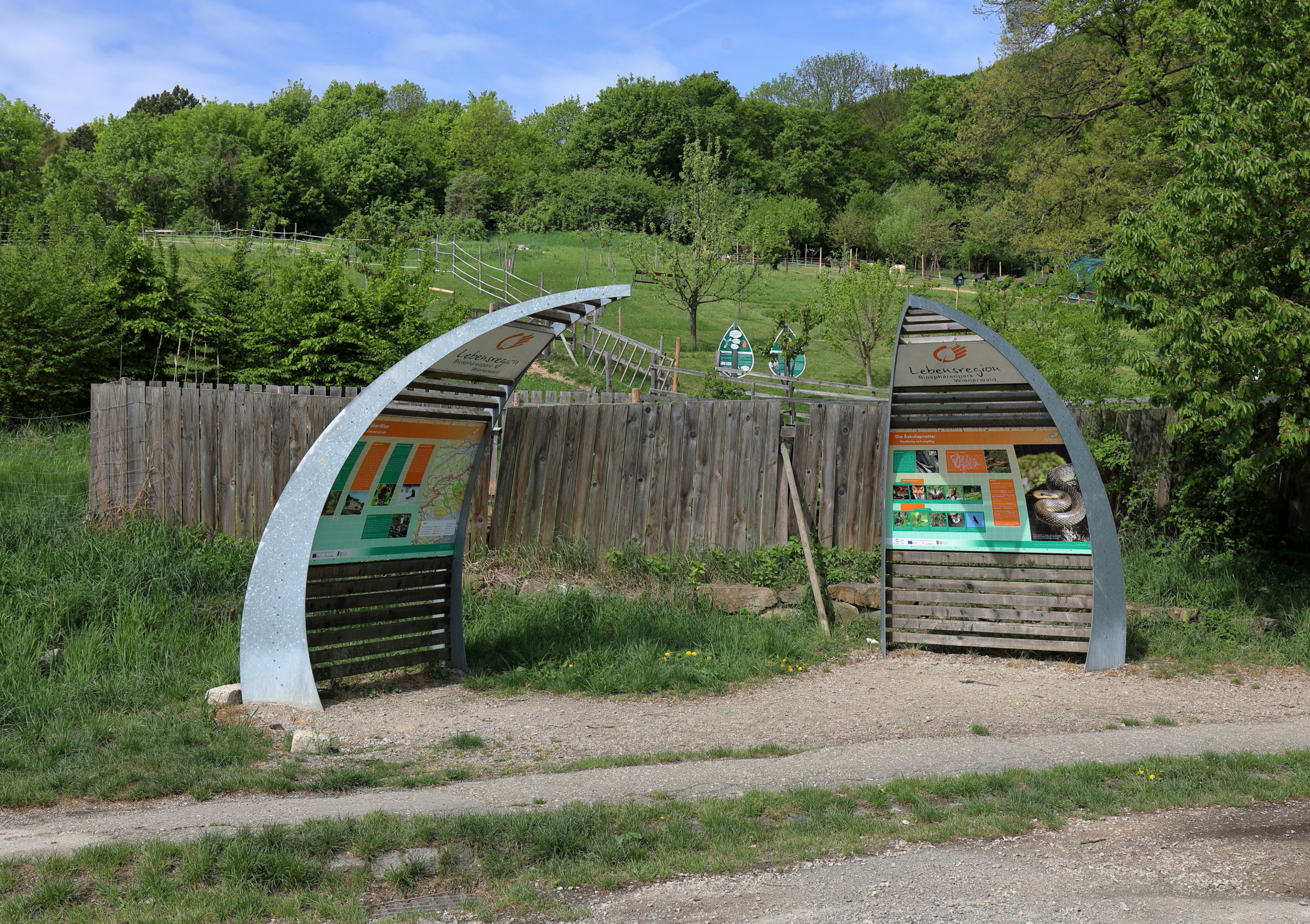
Infopoint „Biosphärenpark Wienerwald“ am „Cobenzl“

Westlich und südwestlich von Wien erstreckt sich der Biosphärenpark nach Süden bis zum Triestingtal und Gölsental. Im Westen wird er durch die Große Tulln begrenzt. Im Norden endet er direkt an der Donau. Im Osten bildet der Bergfuß des Wienerwalds die Grenze zum Wiener Becken. Dadurch liegen alle höhergelegenen Siedlungsräume Wiens und seiner Umgebungsorte im Biosphärenreservat.
Innerhalb des Biosphärenparks liegen 51 Gemeinden in Niederösterreich sowie Teile von sieben Wiener Gemeindebezirken. Gemeinden an den Rändern des Parks sind meist nur teilweise miteinbezogen. Von den 51 Gemeinden haben drei mehr als 20.000 Einwohner. Es sind dies Baden, Klosterneuburg und Mödling. Auf dem weitaus größeren Flächenanteil der einzelnen Gemeinden leben insgesamt etwa 282.000 Einwohner. Durch den Anteil der Wiener Bezirke erhöht sich die Bevölkerung jedoch auf ungefähr 750.000 Einwohner, knapp ein 1⁄10 der Bevölkerung Österreichs. Damit ist er das sozioökonomisch weitaus bedeutendste Biosphärenreservat.
Durch das Gebiet führen mehrere zentrale Verkehrsachsen: die Westautobahn A1 und die Wiener Außenringautobahn A21 straßenbezogen sowie die Westbahn und am östlichen Rand die Südbahn schienenbezogen.
Die Größe beträgt 105.645 Hektar und erstreckt sich über eine Höhe von 160 m ü. A. bis 893 m ü. A. mit dem Schöpfl als höchster Erhebung.

## Entstehung

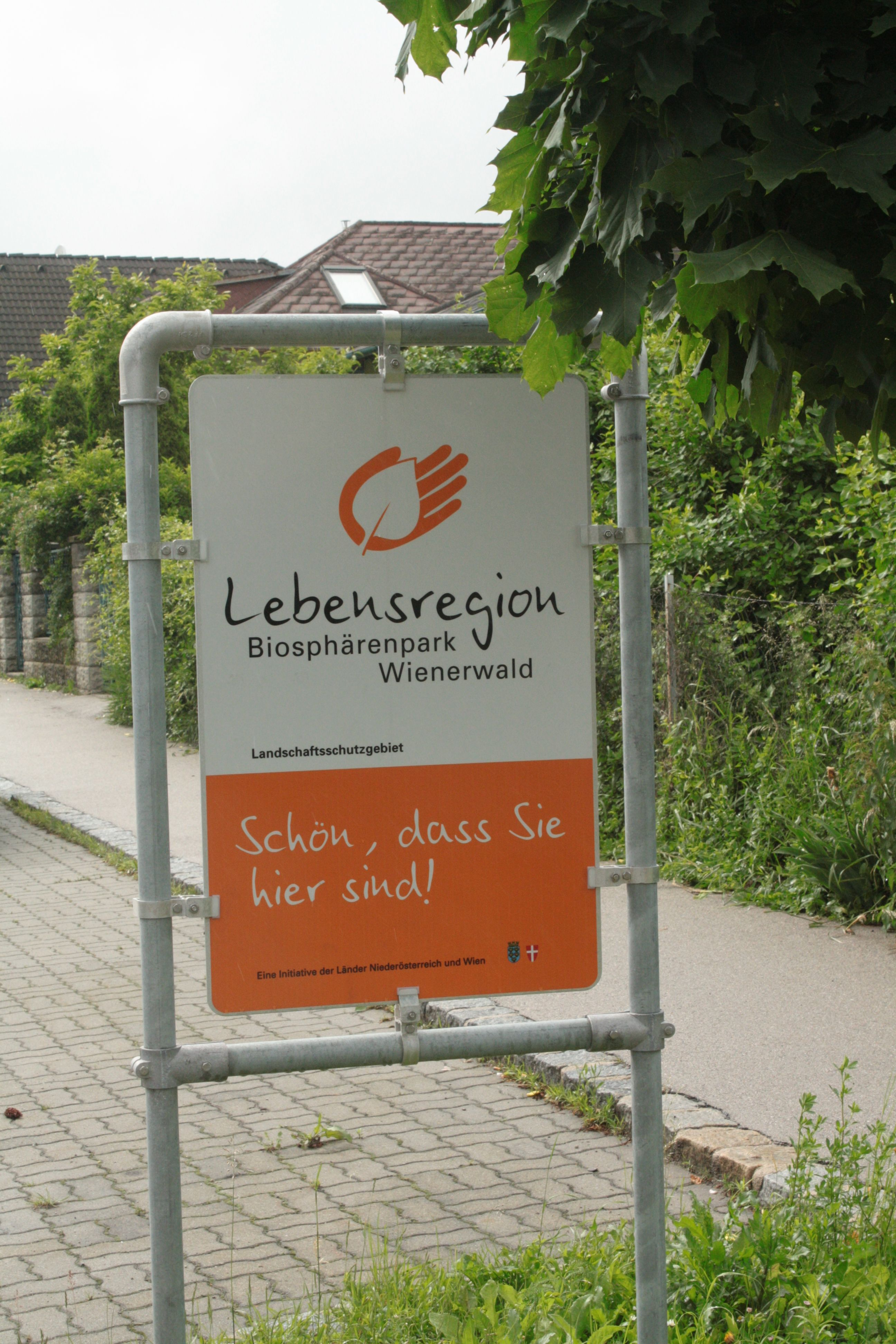
Willkommenstafel in Pfaffstätten für den Biosphärenpark

Der Wienerwald war von jeher durch die Nähe der Großstadt Wien einem großen Nutzungsdruck ausgesetzt. Bereits im 19. Jahrhundert war der Wienerwald einerseits zu Beginn der Industrialisierung durch seinen Holzreichtum stark gefährdet, wurde aber andererseits durch Adelshäuser wie das Haus Liechtenstein und politische Initiativen wie jene durch Joseph Schöffel vor weitreichenden Zerstörungen bewahrt. Von der Stadt Wien wurde 1905 das Schutzgebiet Wald- und Wiesengürtel im westlichen und südlichen Stadtgebiet beschlossen.
Ähnliche Bemühungen gab es Ende des 20. Jahrhunderts. So wurde in der Wienerwald-Deklaration 1987 von den beiden Landesregierungen Wien und Niederösterreich ein klares Bekenntnis zum Schutz des Wienerwaldes abgelegt.
Im Jahr 1994 wurde die Wienerwald-Konferenz abgehalten, wo bereits die ersten Schutzmaßnahmen festgelegt wurden, denen sich die meisten Gemeinden freiwillig unterwarfen.
In der Wienerwalddeklaration 2002 wurden die ersten durchgeführten Maßnahmen dargestellt und weitere festgelegt. Außerdem wurde im Auftrag der Länder Wien und Niederösterreich eine Machbarkeitsstudie begonnen, anhand derer festgestellt werden sollte, welche der beiden Schutzmaßnahmen Nationalpark oder Biosphärenpark für den Wienerwald zielführender sei. Mit dem Ergebnis, das aufgrund der vielfältigen Nutzung der Region für den Biosphärenpark und gegen einen Nationalpark sprach, wurde mit den ersten Zoneneinteilungen begonnen.
Im Jahr 2003 wurde das provisorische Biosphärenpark Wienerwald Management beim Verein Niederösterreich-Wien eingesetzt. Dank der intensiven Vorarbeiten wurde der Biosphärenpark im Jahr 2005 von der UNESCO anerkannt. Am 28. November 2006 wurde die Urkunde offiziell überreicht. 2006 wurde von den beiden Ländern die Biosphärenpark Wienerwald Management GmbH errichtet, deren Aufgaben und Finanzierung vertraglich geregelt sind. Es folgten Biosphärenpark-Gesetze in Wien und Niederösterreich.

## Zoneneinteilung
- Die Kernzonen, die laut UNESCO einen weiterreichenden Schutz haben, betreffen ausschließlich Waldgebiete und setzen sich aus 37 Teilflächen zusammen, die in Summe eine Fläche von mehr als 5000 Hektar (Anteil an der Gesamtfläche 5 %) ergeben. Die Auswahl und Abgrenzung der Kernzonen erfolgte in Abstimmung mit den Grundeigentümern auf freiwilliger Basis, wodurch eine hohe Akzeptanz der Grundeigentümer erreicht wurde. Der Schutz der Kernzonen erfolgt aufgrund von Verträgen zwischen den Ländern und den Eigentümern sowie durch Erklärung zu Naturschutzgebieten in Niederösterreich und Einbeziehung in die Landschaftsschutzgebiete in Wien. In diese Zonen wird auf die forstliche Nutzung verzichtet.[2]
- Die Pflegezone (Anteil 19 %) umfasst im Wesentlichen die offene Kulturlandschaft, also Wiesen, Weiden, Äcker und Weingärten, sowie Gewässer. Die Pflegezone prägt das Landschaftsbild des Wienerwaldes und ist in einem hohen Maß für die Lebensraum- und Artenvielfalt verantwortlich. Durch Best Practice Modelle soll hier die nachhaltige, naturverträgliche Landwirtschaft erhalten und weiter entwickelt werden. Außerdem ist in der Pflegezone keine Umwidmung auf Bauland möglich.[2]
- In den Entwicklungszonen (Anteil 76 %) liegt der Lebens- und Wirtschaftsraum der Bewohner. Aus der Wirtschaftsperspektive soll hier eine nachhaltige, umwelt- und sozialverträgliche Wirtschaft in allen Sparten sowie die Vermarktung nachhaltig produzierter, regionaler Produkte stattfinden. Die Landwirtschaft ist vielfältig – von Obstprodukten über Heu für Pferde, Reitställe und klassischer Viehwirtschaft besteht, ist auch der an der Thermenlinie, aber auch im Norden des Gebietes beheimatete Weinbau zu erwähnen.[2]

## Schutzgebiete im Biosphärenpark
Große Teile des Biosphärenparks sind Europaschutzgebiet nach FFH- und Vogelschutzrichtlinie (GGB/BSG).
- In Niederösterreich ist das Europaschutzgebiet Wienerwald–Thermenregion (GGB AT1211A00/BSG AT1211000, 82.120 resp. 79.810 ha, 2010) ausgewiesen.[3] Nur die Westabhänge des Wienerwalds von Sieghartskirchen bis Maria Anzbach stehen nicht unter Natura-2000-Schutz.
- Im Wiener Teil sind die Europaschutzgebiete Naturschutzgebiet Lainzer Tiergarten (AT1302000, NSG 2/1998, 2.259 ha), mit Gütenbachtal, und Landschaftsschutzgebiet Liesing (Teil A, B und C des Landschaftsschutzgebiets, AT1302000, 639 ha; LSG 20/1990, gesamt 654 ha), mit Maurer Wald und Zugberg bei Rodaun, ausgewiesen, beide 2007 verordnet. 2017 wurde zusätzlich ein Teil des Leopoldsberges im Bezirk Döbling zum Europaschutzgebiet erklärt.[4][5]

Dabei wird der Niederösterreichische Teil der Alpinen biogeographischen Region zugerechnet, der Wiener Teil – aus systematischen Gründen – der Kontinentalen biogeographischen Region.
Alle Flächen der Kernzone sind in Niederösterreich als Naturschutzgebiete deklariert.  Außer diesen sind noch der Eichkogel bei Mödling, der Teufelstein und Glaslauterriegel-Heferlberg ausgewiesen (→Liste). In Wien ist der Lainzer Tiergarten Naturschutzgebiet.
Der ganze niederösterreichische Teil des Biosphärenparks und die Kern- und Pflegezonen in Wien sind auch als Landschaftsschutzgebiete ausgewiesen.
Auch Naturparke, die teilweise schon länger bestehen, sind im Biosphärenpark angelegt, und zwar:
- Naturpark Föhrenberge
- Naturpark Sparbach
- Naturpark Sandstein-Wienerwald
- Naturpark Eichenhain

Daneben sind zahlreiche Naturdenkmäler wie Wasserfälle, Quellen, Felsbildungen, Bäume oder damit verbundene seltene Lebensräume geschützt. Dort dürfen keine Eingriffe oder Veränderungen vorgenommen werden. In Wien und Niederösterreich existieren auch flächige Naturdenkmäler wie die Himmelswiese bei Kalksburg oder eine Feuchtwiese bei Heiligenkreuz, wo Eingriffe ebenfalls verboten sind. Weiters gibt es einige Naturwaldreservate.
Zu den geschützten Objekten zählen auch manche Höhlen, die aus wissenschaftlichen Gründen oder zum Schutz der Fledermäuse unter Schutz gestellt wurden und nicht betreten werden dürfen (Höhlen stehen in Österreich prinzipiell unter Schutz).
Angrenzend liegt im Norden am anderen Donauufer das Europaschutzgebiet Tullnerfelder Donau-Auen (GGB AT1216000/BSG AT1216V00), im Süden das Europaschutzgebiet Nordöstliche Randalpen: Hohe Wand–Schneeberg–Rax (GGB AT1212A00) und das Landschaftsschutzgebiet Enzesfeld–Lindabrunn–Hernstein (Nr. 18). Von dort zieht sich ein Schutzgebietsnetzwerk am Alpenrand geschlossen bis in die Steiermark und in die zentralen Ostalpen. Auch im Norden ist der Biosphärenpark mit den Donauschutzgebieten an einen wichtigen Korridor angebunden.

## Forstwirtschaft
Im Biosphärenpark werden die meisten Wälder von Betrieben der größeren Grundeigentümer oder von Gemeinden bewirtschaftet:
- Bundesforste
- Stift Heiligenkreuz
- MA 49 – Forst- und Landwirtschaftsbetrieb der Stadt Wien[8] (Wälder in Wien und angrenzend)
- Forst und Gebäudeverwaltung Prinz Hans Moritz von Liechtenstein
- Stiftung Fürst Liechtenstein, unter anderem mit 105 ha in der Kernzone.[9]
- Stift Klosterneuburg
- Stift Schotten

## Landwirtschaft
Für den bestehenden Weinbau ist besonders der Wettbewerb „Der Wein“ hervorzuheben, bei dem alljährlich Winzer und Winzerinnen ihre Weine aus dem Biosphärenpark Wienerwald zur Verkostung und Prämierung einreichen können. Um die ökologische Nachhaltigkeit zu betonen, sind nur Weine aus BIO- oder zertifiziert nachhaltiger Produktion teilnahmeberechtigt, neben den Ergebnissen der Blindverkostung werden für die Prämierung auch weitere Nachhaltigkeitskriterien als Zusatzpunkte bewertet.
Im Bereich der Landwirtschaft sind vor allem erfolgreiche Kooperationen und Projekte hervorzuheben, die durch verbesserte Absatzmöglichkeiten von nachhaltigen Produkten wie Heu (Heubörse) oder Lamm den Weiterbestand der Landwirtschaft und damit die Erhaltung von naturschutzfachlich wertvollen Wiesen- und Weideflächen sicherstellen. Als eines der ersten Produkte wurde von 2005 bis 2010 das Wienerwald Weiderind entwickelt.

## Forschung
Im Biosphärenpark Wienerwald werden zahlreiche Forschungs- und Umsetzungsprojekte vom Management durchgeführt oder unterstützt. Die Themen sind über alle Lebensbereiche im Wienerwald gestreut.

## Verwaltung

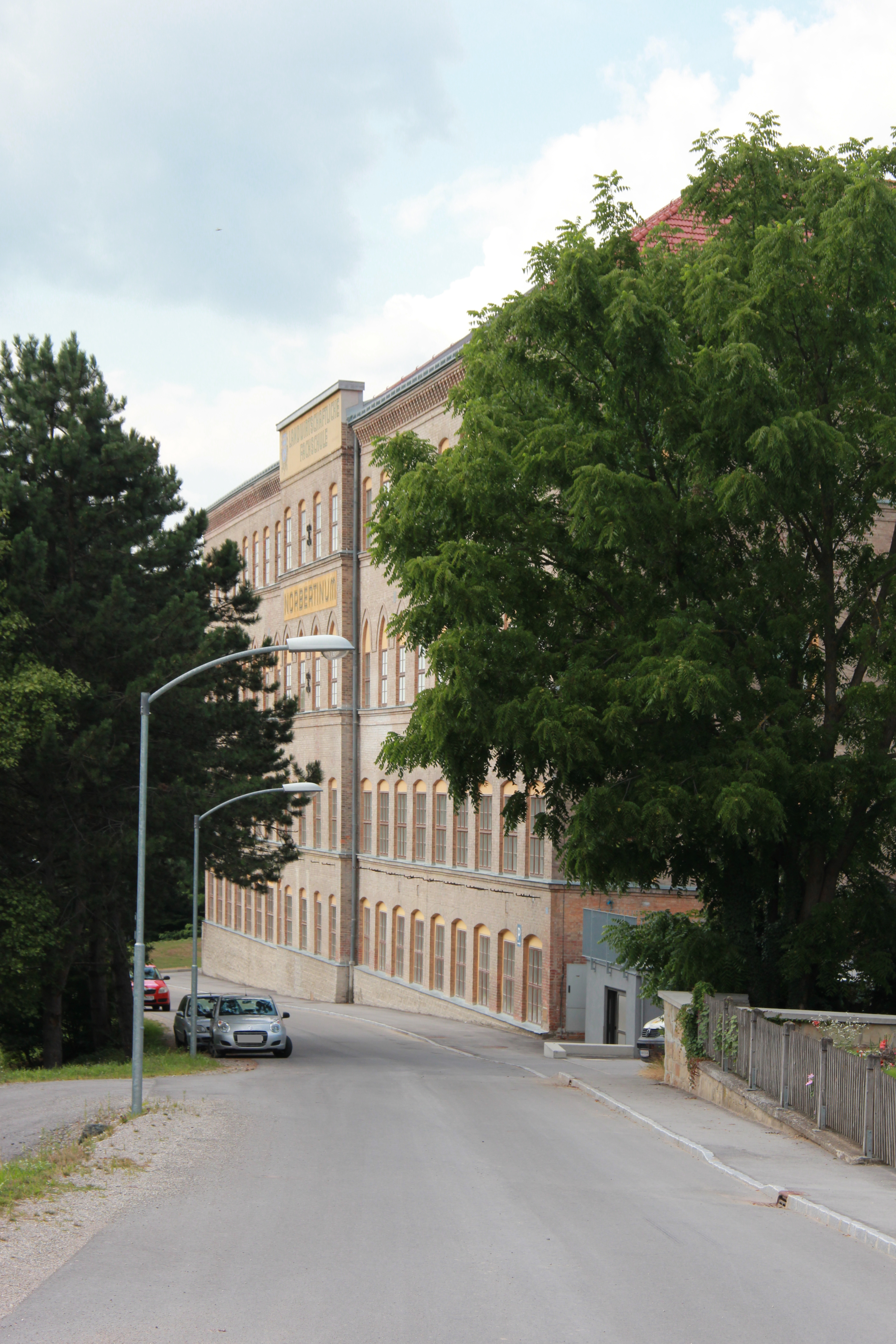
Verwaltung im Norbertinum

Für die Verwaltung des Biosphärenparks Wienerwald wurde eine gemeinnützige GesmbH. von den beiden Bundesländern gegründet, wobei die Generalversammlung von den beiden zuständigen Landesräten gebildet wird. Die Biosphärenpark Wienerwald Management GmbH befindet sich gemeinsam mit verschiedenen Schulen im Norbertinum in Tullnerbach.
Der Geschäftsführung sind vier Fachbereiche untergeordnet. Diese sind:
- Naturraummanagement und Naturschutz
- Aufbau von Grundlagen und Forschung
- Kommunikation und Bildung
- Regionalmanagement und Kooperationen mit Partnern

## Sonstiges
Von 2007 bis 2010 war der Biosphärenpark Schwerpunktregion des Klimabündnisses Niederösterreich mit seinen Mitgliedsgemeinden.
Zweimal jährlich erscheint die kostenlose Zeitung Das Blatt, das über die Aktivitäten im Biosphärenpark informiert.

## Tourismus und Freizeitaktivitäten
Der Biosphärenpark Wienerwald ist mit 1300 km² Fläche ein beliebter Ausflugsort für Gäste und Einheimische. Durch die Nähe zu Wien und die öffentliche Erreichbarkeit ist der Wienerwald ein angenehmer Naherholungsraum, der abwechslungsreiche Wander- und Radstrecken bietet. Die weitläufigen Wegnetze führen entlang von Sandstein im Westen, schroffe Kalkfelsen im Osten sowie durch Laub- und Kiefernwälder, die immer wieder durch Wiesen und Felder unterbrochen werden.
Der Biosphärenpark ist durchzogen von Wanderwegen. So führen auch der Großteil der Wiener Stadtwanderwege, sowie Fernwanderwege wie die Via Sacra durch den Biosphärenpark. Mountainbiken ist nun auch möglich und diese können auf 1.250 km, gut ausgeschilderten Wegen durch den Wienerwald fahren.

## Naturschutz
Da der Biosphärenpark eine geschützte Zone ist, gelten hier gewisse Einschränkungen, was die Freizeitaktivitäten betrifft. Für Mountainbiker sind diese unter „Fair Play“ zusammengefasst. Es gibt viele Routen im Wienerwald, doch nicht alle sind offiziell freigegeben. Mountainbiker sind verpflichtet, zum Schutz von Tier und Natur auf den beschilderten Wegen bleiben.
Für Wanderer und Besucher allgemein gilt folgendes:
- Auf den Wegen bleiben
- Hunde zum Selbstschutz und Schutz der Wildtiere anleinen
- Im Biosphärenpark ist das Sammeln von Pilzen verboten
- Müll wieder mitnehmen